# Бака
Окръг Бака (на английски: Baca County) е окръг в щата Колорадо, Съединени американски щати. Площта му е 6623 km², а населението - 3562 души (2017). Административен център е град Спрингфийлд.